# GSC7660-2988
GSC7660-2988 — хімічно пекулярна зоря спектрального класу A5, що має видиму зоряну величину в смузі V приблизно  9,3.